# Ecliptopera phrice
Ecliptopera phrice är en fjärilsart som beskrevs av Reginald James West 1929.
Ecliptopera phrice ingår i släktet Ecliptopera och familjen mätare. Inga underarter finns listade i Catalogue of Life.